# Валленхорст, Марен
Марен Валленхорст (нем. Maren Wallenhorst; 7 ноября 1990, Оснабрюк) — немецкая футболистка, выступавшая на позиции полузащитника.

## Клубная карьера
Путь в профессиональный футбол Валленхорст начала в детской спортивной школе города Бад-Ибург. В 2004 году она заключила свой первый контракт с клубом «Гютерсло 2009». За три сезона, выступая во второй Бундеслиге «Север» ей удалось 52 раза появиться на поле и забить 26 голов.
29 июня 2009 года она перешла в бременский «Вердер». Начальник женского отдела большого «Вердера» Бирте Брюггеманн отмечала, что это трансфер делает клуб менее предсказуемым, а "Марен представляет именно тот тип нападающего, который хорошо вписывается в нашу концепцию. Дебют Валленхорст в новой команде состоялся 4 октября 2009 года в матче против «Нойендорфа» во второй Бундеслиге «Север».
По итогам сезона 2011/12 «Гютерсло 2009» сумело подняться в Бундеслигу, и на этот год Марен вернулась в свой первый клуб. В первом же своём матче в Бундеслиге (9 сентября 2012 года) Валленхорст забила мяч, в итоге оказавшемся победным, в ворота клуба «Зиндельфинген».
Всего в высшей лиге женского футбола Германии она провела 18 матчей и отметилась пятью голами. Сезон 2012/13 завершился для «Гютерсло 2009» вылетом во вторую Бундеслигу «Север», поскольку в 22-х матчах команда набрала лишь 7 очков.
В 2013 году Марен вновь вернулась в «Вердер» и заняла в сезоне 2013/14 вместе с командой 3-е место во второй Бундеслиге «Север».